# Каркасон
Каркасо́н (фр. Carcassonne, окс. Carcassona — произносится [karkasuno]) — французская коммуна, расположенная в департаменте Од на территории региона Окситания. Город Каркассон является префектурой департамента.
Каркассон делится на старый и новый город. Старый, укреплённый город стоит на скалистой возвышенности и окружён двумя стенами V и XIII столетий. В 1997 году средневековый архитектурный ансамбль был включён в список всемирного наследия ЮНЕСКО.

## География

### Расположение
Каркассон находится на юге Франции в 80 км к востоку от Тулузы. Ещё со времен неолита город имел удобное стратегическое расположение на пути между Средиземным морем и Атлантическим океаном. Каркассон стоит в ложбине между Монтань-Нуар на севере и Корбьерами на востоке, на западе от него простирается равнина Лораге, а на юге — долина Ода. Этот природный регион носит название Каркассе или Каркассонский (фр. le Carcassès, le Carcassonnais).
Равнина, на которой стоит Каркассон, сформировалась из отложений, принесенных Одом из Пиреней: это осадочные горные породы, которые характеризуются чередованием песчаника, конгломерата и песчаникового мергеля времен эоцена.
Площадь коммуны составляет 65 км². Это одна из самых больших коммун по сравнению с другими, расположенными на территории департамента Од. Каркассон граничит со следующими коммунами: Пеннотье, Вильмустоссу, Берьяк, Вильдюбер, Треб, Фонтьес-д’Од, Монтира, Палажа, Казильяк, Каванак, Куффулан, Лавалет, Руллан, Ко-э-Созан и Пезан.

### Климат
С 1948 года на территории коммуны работает метеостанция Каркассон-Сальваза (фр. Carcassonne-Salvaza), которая ежедневно собирает метеорологические данные. Однако постоянные наблюдения за погодой ведутся здесь ещё с 1849 года по инициативе инженера Дона де Сепьяна (фр. Don de Cépian), который установил в Каркассоне дождемер. В 1873 году его сменил Теодор Руссо (фр. Théodore Rousseau), а с 1897 до 1914 годов метеорологические наблюдения проводили Пон, Шоссе (фр. Ponts, Chaussées) и каркассонский пединститут (école normale). Эти данные позволяют судить о погодных условиях в этой области с конца XIX века.
В Каркассоне средиземноморский климат. Лето здесь сухое и жаркое, осень и зима — теплые, заморозки бывают редко, весна не дождливая. Снег идет редко: в среднем он длится 7 дней в период с декабря по март и быстро тает.
| Город               | Солнечно    | Осадки     | Снег        | Грозы       | Туман       |
| ------------------- | ----------- | ---------- | ----------- | ----------- | ----------- |
| Париж               | 1 797 ч/год | 642 мм/год | 15 дней/год | 19 дней/год | 13 дней/год |
| Ницца               | 2 694 ч/год | 767 мм/год | 1 день/год  | 31 день/год | 1 день/год  |
| Страсбург           | 1 637 ч/год | 610 мм/год | 30 дней/год | 29 дней/год | 65 дней/год |
| Каркассон           | 2 190 ч/год | 695 мм/год | 7 дней/год  | 19 дней/год | 14 дней/год |
| В среднем по стране | 1 973 ч/год | 770 мм/год | 14 дней/год | 22 дня/год  | 40 дней/год |

Больше всего осадков выпадает осенью в октябре и весной в апреле. Летние дожди часто превращаются в грозы, а иногда их сопровождает град, который губит виноградники.
| Месяц                                          | Янв  | Фев  | Март | Апр  | Май  | Июнь | Июль | Авг  | Сент | Окт  | Нояб | Дек  | В год |
| ---------------------------------------------- | ---- | ---- | ---- | ---- | ---- | ---- | ---- | ---- | ---- | ---- | ---- | ---- | ----- |
| Температура (в тени, средняя) °C               | 5,9  | 7,2  | 9,1  | 11,7 | 15,3 | 19,1 | 22,1 | 21,5 | 19   | 14,8 | 9,6  | 6,7  | 13,5  |
| Осадки (средняя высота в мм, за 1961—1990 гг.) | 67,3 | 67,7 | 64,8 | 71,5 | 62,3 | 43,0 | 29,1 | 43,2 | 46,1 | 74,0 | 56,7 | 69,4 | 695,1 |
| Источник: Météo France (фр.)                   |      |      |      |      |      |      |      |      |      |      |      |      |       |

Ветер — частое явление в Каркассоне. В среднем он продолжается 117 дней в году. Ветры здесь бывают восточными, морскими или западными (так называемые серсы).
В 1872 и 1875 годах река Од часто разливалась. В 1891 году произошло самое значительное наводнение, вода поднялась на 8 м, затопив все нижние кварталы города. В августе 1912 года по Каркассону прошёл смерч, вызвавший многочисленные повреждения: ветер ломал платаны, повреждал кровли домов и т. п.

Пути сообщения Каркассона

### Пути сообщения и транспорт
Каркассон находится на главной дороге между Тулузой и средиземноморским побережьем. Южный канал, датирующийся XVII веком, был раньше важной водной артерией в этом регионе. Сегодня к югу от города проходит «Автодорога Двух Морей» (восточный отрезок трассы А61), напрямую связывающая Каркассон с Тулузой и Монпелье. Кроме того, Каркассон пересекает департаментская дорога 6113 (бывшая RN 113), позволяющая добраться до Тулузы с запада и до Нарбонны с востока. На юге департаментская дорога 118 пересекает долину Ода и ведёт к Лиму. На севере эта дорога ведёт к Чёрной горе и достигает Мазаме.
В Каркассон можно попасть на поезде благодаря железнодорожному пути Тулуза-Сет, проходящему через Нарбонну. Город также связан с Кийаном, до которого можно добраться благодаря старой линии Каркассон-Ривсальт. Каркассонский вокзал находится в северной части центра города недалеко от берегов Южного канала. Он был построен в 1857 году Южной железнодорожной компанией (фр. Compagnie des Chemins de fer du Midi). Строительство этого вокзала ознаменовало начало развития туризма в Каркассоне. В 1914 году около вокзала был открыт отель «Terminus», построенный архитектором Беланом (фр. Belin).

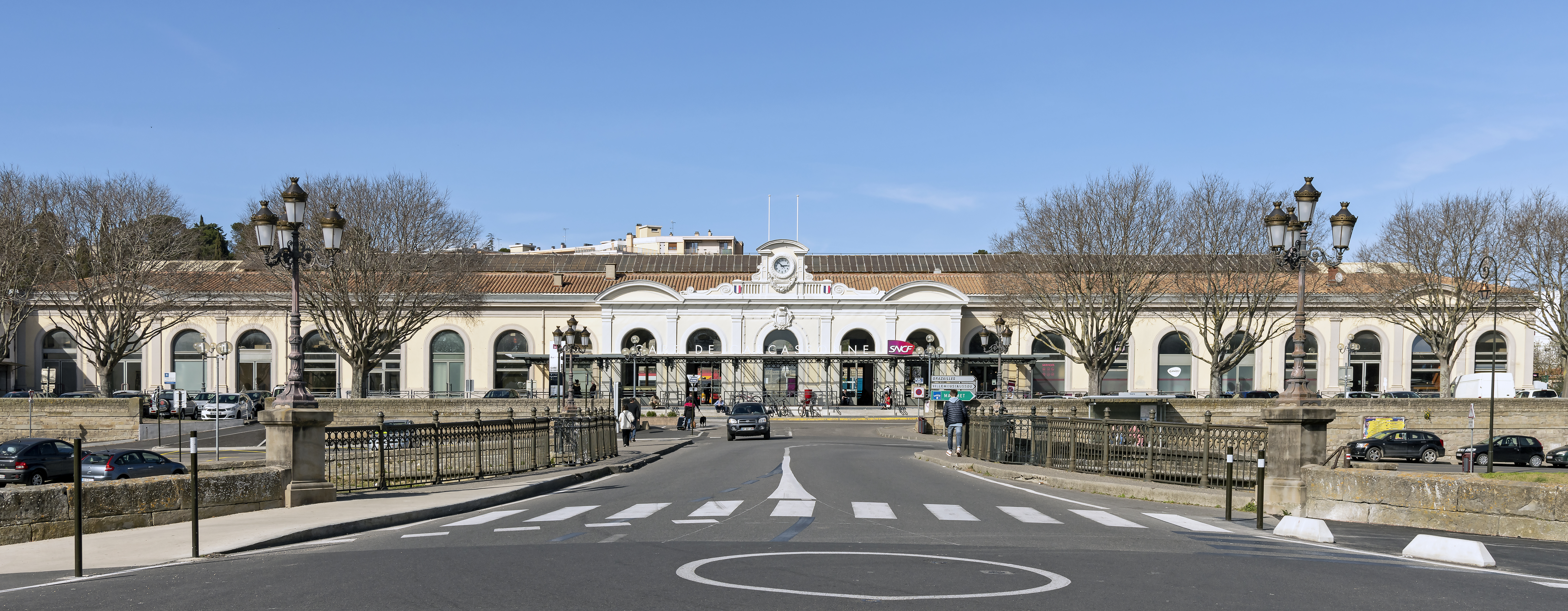
Каркассонский вокзал

Аэропорт Каркассон-Сальваза, названный в 2004 году «Каркассонским аэропортом в краю катаров», находится на юго-западе города. Отсюда рейсы авиакомпании «Ryanair» отправляются в Великобританию (Лондон, Ливерпуль и Ноттингем), в Ирландию (Дублин, Корк и Шеннон) и в Бельгию (Шарлеруа). В 2002 году были проведены работы по расширению взлетно-посадочных полос, позволившие принимать здесь более крупные авиалайнеры. В 2005 году аэропорт принял 339 505 пассажиров, в 2006 году — 426 798 и в 2007 году — 466 305.

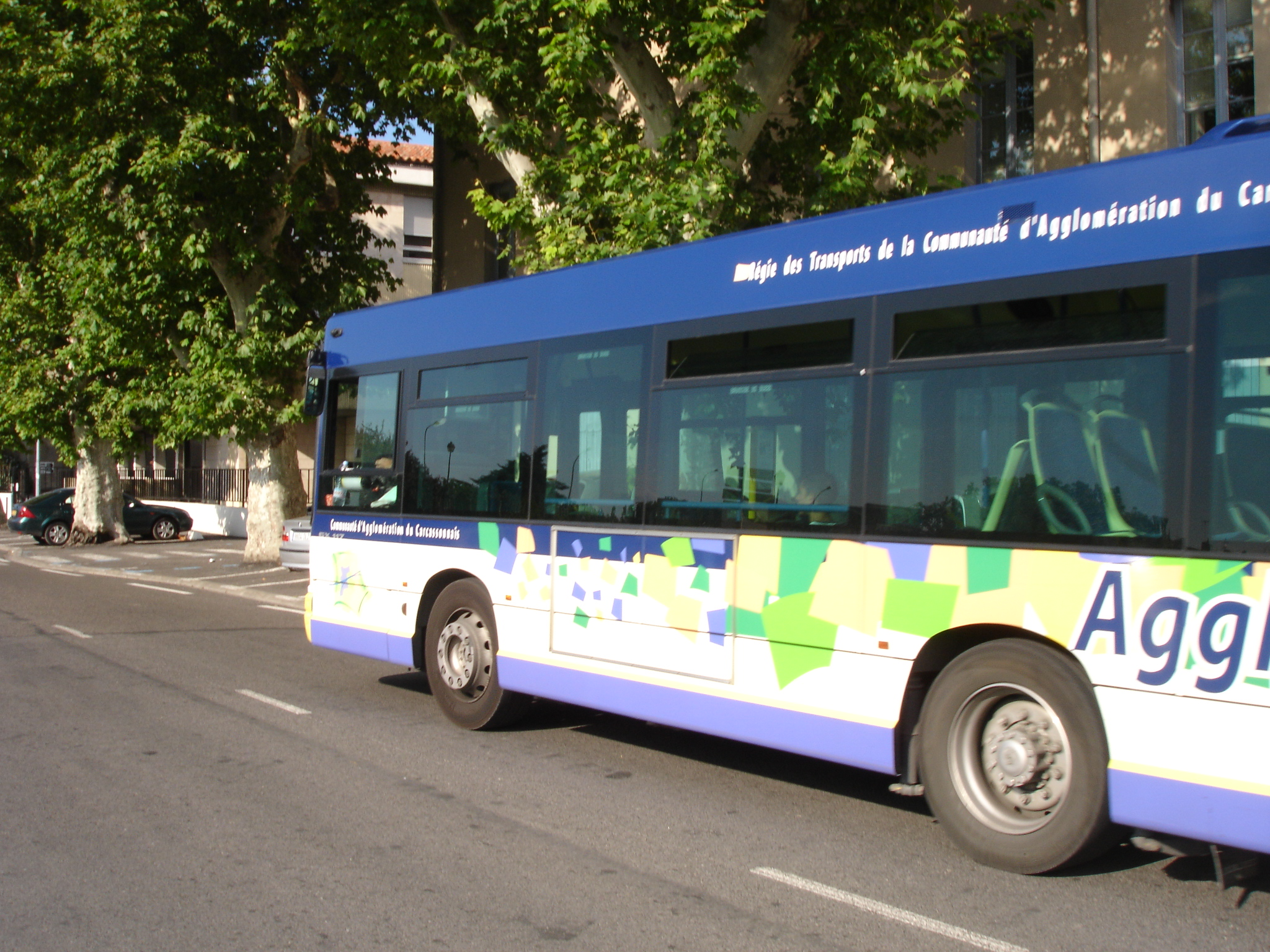
Общественный транспорт в Каркассоне («Agglo’Bus»)

В центре города горожане в основном ездят на автомобилях. Однако в часы пик движение затруднено, особенно летом с притоком туристов. Государственная дорога 113, которая проходит прямо через город, быстро перегружается. Первый отрезок дороги вместе с западным объездом был построен в 1980 году, соединив автотрассу 23 с государственной дорогой 113. Северо-восточная объездная дорога должна быть закончена к 2008 году — она поможет частично разгрузить RN113. Для завершения этих работ необходимо построить виадук через Од. В центре города есть три подземные парковки, рассчитанные примерно на 950 машин (парковка Андре-Шенье на 340 мест, парковка Жакобан (Якобинцев) на 211 мест и 25 февраля 2008 года открылась парковка Гамбетта на 402 места).

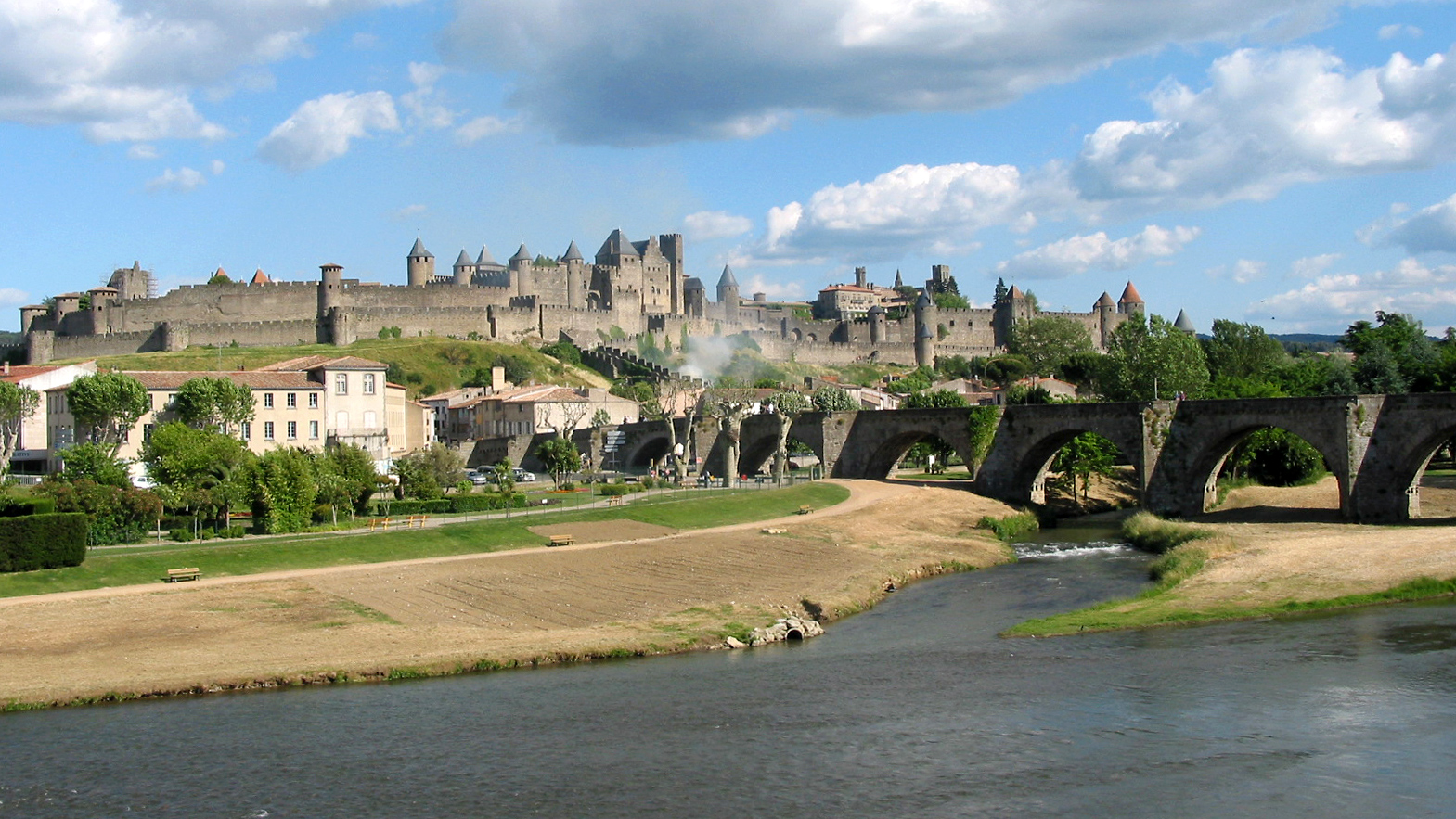
Река Од, Старый мост и средневековая крепость

Что касается общественного транспорта, то в Каркассоне действуют 11 автобусных линий. Автобусный парк принадлежит сообществу «Agglo’Bus». Летом по территории бастиды Святого Людовика ходят бесплатные электрические машины, которые носят название «Les Toucs».

### Описание местности
Каркассон находится на берегу реки Од. Коммуна традиционно делится на две части: нижний город, который стоит на берегу реки, и верхний город (Ситэ, фр. cité) на холме над Одом. Ситэ построен на плато, возвышающемся над нижним городом на 150 м. Нижний город находится на одном уровне с рекой на высоте 100 м над уровнем моря.
Од, берущий начало в горах, попадает в Каркассон через долину. Он течёт через Пайшеру (фр. Païcherou), вдоль кладбища Сен-Мишель (Святого Михаила), затем разделяется на два притока, которые формируют остров, называемый «королевским» (фр. l'île du Roy). Через Од перекинуто четыре моста: мост Гаригльяно, пешеходный Старый мост, Новый мост и мост Будущего (фр. le pont Garigliano, le pont Vieux, le pont Neuf, le pont de l'Avenir). Южный канал протекает на севере города между вокзалом и садом Андре-Шенье рядом с бастидой Людовика Святого.

## Градоустройство

### План города

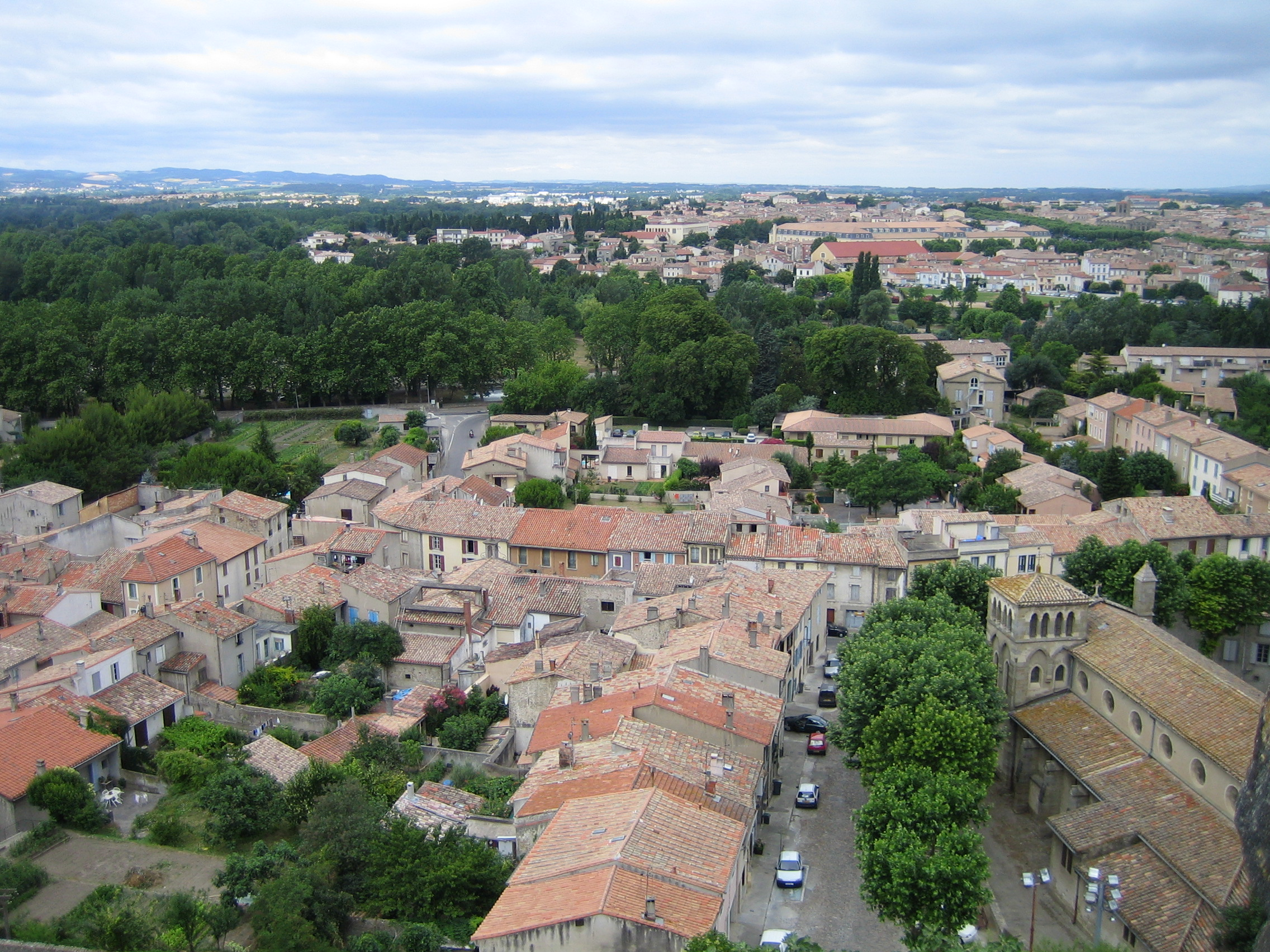
Вид на квартал Триваль и нижний город из крепости

Два самых важных квартала в Каркассоне — это Ситэ в верхнем городе и Бастида в нижнем городе. Между ними находится квартал Триваль (фр. Trivalle), на территории которого расположен Старый мост, пересекающий Од. Ситэ стоит на возвышенности, окруженной средневековыми земляными валами. Жилые дома здесь дорогие и старинные. Движение транспорта затруднено, а в июле и в августе запрещено.
Нижний город — это древняя Бастида (фр. bastide — средневековый укрепленный город на юго-западе Франции). В плане она представляет собой шестиугольник, по углам которого возвышаются бастионы. Улицы располагаются под прямыми углами по отношению друг к другу и организованы вокруг центральной точки — площади Карно (фр. Carnot). Бастиду опоясывает бульвар, идущий вдоль бывших древних земляных валов, уничтоженных в 1764 году по указу епископа Армана Базана де Безона (фр. Armand Bazin de Bezons). Сегодня многие узкие улицы бастиды предназначены только для пешеходного движения.
Остальная часть города делится на следующие кварталы: Ля Конт и Жолио-Кюри, Озанам и Сен-Сайен, Сен-Жорж, ле Вигье, Сен-Жак, ля Ситэ Флемин, Гразай-ля-Рей, ля Ситэ ля Прад, ля Ситэ Альбиньяк, ле Пале, Гамбетта, ле Плато, лэ Капусан, Бельвю и Пастёр (фр. La Conte et Joliot-Curie, Ozanam et Saint-Saëns, Saint-Georges, le Viguier, Saint-Jacques, la Cité Fleming, Grazailles-la Reille, la Cité la Prade, la Cité Albignac, le Palais, Gambetta, le Plateau, les Capucins, Bellevue et Pasteur).

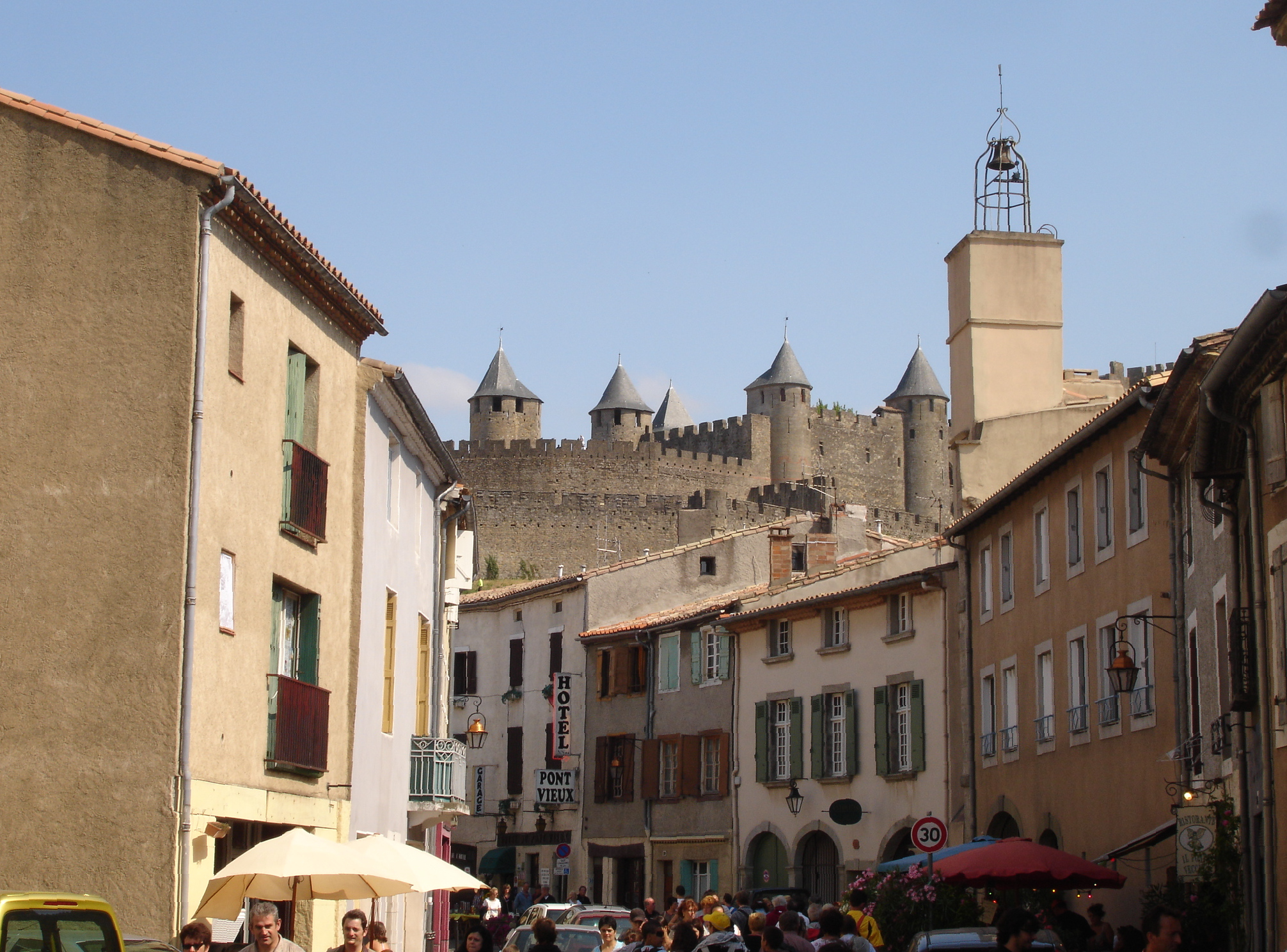
Жилые дома в квартале Триваль

К городу примыкают деревушки Монлегюн, Монредон, Грез, Эрмини, Макан и Вилальб (фр. Montlegun, Montredon, Grèzes, Herminis, Maquens et Villalbe).

### Жильё
В 1999 году в Каркассоне насчитывалось 19 399 жилых помещений. Из общего числа только 8,9 % появились после 1990 года. 29,2 % жилых помещений относятся к периоду до 1949 года.
88,3 % помещений являются основным местом жительства, из них 53,9 % — частные дома, а 46,1 % — квартиры (в области 59,1 % и 40,9 % соответственно). 47,6 % людей являются собственниками жилья, а 48,7 % — съемщиками (в области 56,8 % и 37,6 % соответственно).
Большая часть каркассонцев живёт в четырёх (63,8 %) или трёх (19,9 %) комнатах. Две комнаты занимают 11,8 % жителей коммуны. Маленьких жилых помещений немного (например, в студиях живут 4,5 % каркассонцев). В городе сейчас достаточно невостребованных участков, поэтому есть возможность строить большие дома, и спрос на маленькие помещения невысок. В 89,9 % жилых помещений проведено центральное отопление, 57,4 % имеют гараж, бокс или парковочное место (в области 76,5 % и 61,7 % соответственно).

## История
История Каркассона напрямую связана с историей Ситэ. За пределы крепостных стен город начал выходить только в 1247 году. Тогда сформировался нижний город или Бастида Святого Людовика.

### Геральдика
Современный герб
Лазурный фон усеян золотыми лилиями, символом французской монархии, в центре — городские ворота, по бокам от которых возвышаются две серебряные каменные башни. Над серебряной решеткой ворот расположен красный гербовой щит, на котором изображен серебряный агнец. Над его головой, повернутой влево, золотой нимб. Он несёт серебряный крест.
Этот герб стал результатом слияния двух других разных гербов — нижнего и верхнего города.
Герб верхнего города
На лазурном фоне изображены городские ворота, по бокам от которых возвышаются две серебряные зубчатые башни. Над воротами лазоревый гербовой щит, на котором изображены три золотые лилии (две наверху, одна внизу).
Герб верхнего города символизирует власть.
Герб нижнего города
Лазоревый фон усеян золотыми лилиями, в центре золотой круг, внутри него красный. В красном круге серебряный агнец, поддерживающий золотой крест с серебряным знаменем. На знамени чёрный крест.
Девиз: Hic oves bene natae agnum comitantur.
Герб нижнего города говорит о том, что здесь производилась шерсть (вероятнее, что агнец со знаменем креста символизирует Агнца Божия).

### Возникновение Каркассона
В древности на берегах реки Атакс (фр. Atax, совр. Од) существовала первобытная стоянка. Плиний Старший впервые упомянул название Carcasso в I в. до н. э., но этот топоним вполне мог существовать и с VI в. до н. э. Древнее городище находилось раньше на плато, там, где сейчас проходит автотрасса А61. В VI веке по неизвестной причине люди переселились оттуда на место современного Каркассона. В конце II века до н. э. здесь уже стоял оппидум, окруженный рвом, в котором проживало галльское население.
В 118 году до н. э. римляне захватили эту местность. В V веке оппидумом завладели вестготы, а в VIII веке сарацины, которые прожили здесь около 30 лет, а затем были изгнаны франками. Франки же называли город Karkashuna. Позже появились и другие топонимы — Carcasona или Carcassione.

### Средние века
В IX веке Каркассон стал столицей одноимённого графства в составе Каролингской империи. После её распада и начала феодального периода город во второй половине XI века попал под власть семьи Транкавель, представители которой управляли городом с титулом виконта Каркассона до начала XIII века. Каркассон начал процветать и стал важной стратегической точкой в Лангедоке.
В XII веке в стенах Каркассона жило множество приверженцев движения катаров. Им покровительствовал виконт Раймон-Роже Транкавель, поэтому в глазах папы город стал местом распространения ереси. В конце концов, Иннокентий III провозгласил начало крестового похода против катаров, во главе которого встал Симон де Монфор. В августе 1209 года армия крестоносцев осадила Каркассон. Два городка быстро пали, они были сожжены и разрушены. Однако крепость Каркассон некоторое время продолжала сопротивляться. Но через две недели после начала осады виконт Каркассона был вынужден сдаться из-за нехватки питьевой воды. После этого его бросили в тюрьму, где он вскоре умер. После взятия Каркассона земли Транкавелей были переданы Симону де Монфору. Его сын передал эти владения королю Франции, который включил их в свой домен в 1224 году.
После неудачной попытки восстания каркассонцев во главе с сыном виконта Транкавеля в 1240 году Людовик Святой изгнал бунтовщиков из города и велел им поселиться на другом берегу реки: так начал строиться новый город, Бастида. Каркассон превратился в город с двумя центрами, между Ситэ и Бастидой разгорелась настоящая социальная борьба и экономическая конкуренция. Постепенно Бастида Святого Людовика начала процветать и даже превзошла Ситэ, который постепенно потерял свою власть и политическое значение.
В 1248 году в нижнем городе появилось консульство. Городом правили шесть консулов вместе со знатью. В XIV веке город стал первостепенным производителем текстиля в королевстве, в основном шерсти. Стада Каркассона паслись в Корбьерах и на Чёрной горе. Продукция экспортировалась в такие города как Константинополь и Александрия. В 1348 году в городе, как и во всей стране, началась чума. Эпидемия периодически возобновлялась вплоть до следующего века. В это же время из-за Столетней войны город нес большие убытки. В 1355 году Эдуард Чёрный Принц сжег нижний город, но пощадил Ситэ. В 1359 году Бастида была восстановлена и укреплена. Текстильное производство возобновилось и получило дальнейшее развитие.